# Unbelievable!!!!!
Unbelievable!!!!! è un film statunitense del 2020 diretto da Steven L. Fawcette. Si tratta di una commedia fantascientifica, parodia di Star Trek e che ha come interpreti per la maggior parte attori provenienti proprio dal franchise di fantascienza parodiato.

## Trama
Quattro astronauti fuori dagli schemi, uno dei quali è una marionetta, sono impegnati in una missione di salvataggio sulla Luna. Le persone che trovano sulla base lunare non sono però quelle che sembrano essere. I quattro astronauti si ritrovano così costretti a dover salvare la Terra da un'invasione aliena.

## Produzione
Il film vede come interpreti per lo più attori provenienti proprio dal franchise di Star Trek parodiato in questa pellicola. Tra questi vi figurano gli attori: Nichelle Nichols (Uhura nella serie classica), qui nella sua ultima apparizione; Walter Koenig (Pavel Chekov nella serie classica); Marina Sirtis (Deanna Troi nelle serie The Next Generation e Picard); Michael Dorn (Worf in The Next Generation, Deep Space Nine e Picard); Nana Visitor (Kira Nerys in Deep Space Nine); Armin Shimerman (Quark in Deep Space Nine); Max Grodénchik (Rom in Deep Space Nine); Chase Masterson (Leeta in Deep Space Nine); Tim Russ (Tuvok in Voyager); Robert Picardo (il Dottore in Voyager); Garrett Wang (Harry Kim in Voyager); Manu Intiraymi (Icheb in Voyager e Picard); Linda Park (Hoshi Sato in Enterprise); Connor Trinneer (Trip Tucker in Enterprise); John Billingsley (il dottor Phlox in Enterprise); Gary Graham (Soval in Enterprise); Jeffrey Combs (uno degli attori più ricorrenti in varie serie, avendo interpretato personaggi come l'inquisitore ferengi Brunt e il clone Vorta in Deep Space Nine, l'andoriano Shran in Enterprise, la voce del computer malvagio Agimus in Lower Decks).
Il film è stato girato nel 2013 in California a: Hollywood Hills, nella città di Los Angeles; Burbank; Malibu; West Hollywood e Thousand Oaks.

## Distribuzione
Il film è stato proiettato in anteprima mondiale il 7 settembre 2016 al Grauman's Chinese Theatre di Los Angeles. La distribuzione cinematografica negli Stati Uniti d'America è iniziata a partire dal giugno 2020 per opera della Indie Rights. Il 1º agosto 2020 il film è stato distribuito su Internet.